# 2018年张家口化工厂爆炸事故

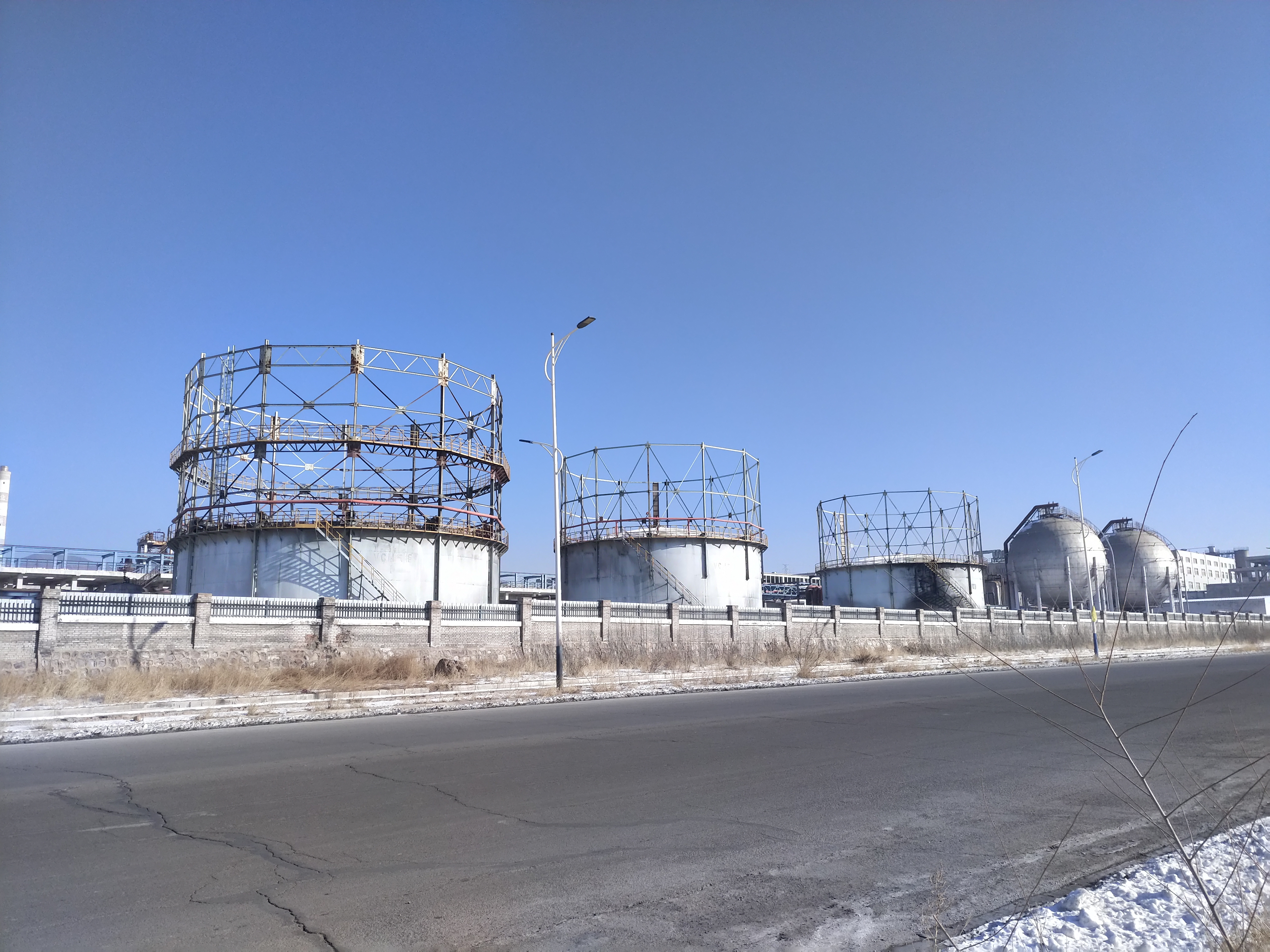
事故中泄露的河北盛华Ⅰ号VCM气柜（最左侧）

2018年张家口化工厂爆炸事故是指在2018年11月28日凌晨零时40分，中国河北省张家口市桥东区大仓盖镇盛华化工有限公司附近发生的一起爆炸起火事故。该起事故造成24人死亡（其中一人为医治无效死亡），21人受伤，过火的大货车38辆、小型车12辆。明火在凌晨2时48分基本扑灭。
11月30日中午，张家口市政府對外通報初步調查結果：事故是因為中国化工集团河北盛华化工有限公司氯乙烯气柜发生泄漏，泄露出來的氯乙烯扩散到厂区外公路上，遇明火导致发生爆燃，與之前公佈的「一辆运输危险化学品的车辆在等待进工厂过程中发生爆炸並引燃周围车辆」
原因有異。
2019年11月25日，张家口市桥东区人民法院一审将盛华化工董事长（兼任中国化工新材料有限公司副总经理）、总经理、副总经理、生产运营总监、物资管理处处长、聚氯乙烯车间主任、聚氯乙烯车间设备管理副主任、物资管理处副处长、聚氯乙烯车间氯乙烯工段工段长、聚氯乙烯车间聚氯乙烯工段DCS 主控操作员、生产运行处副调度员、聚氯乙烯车间氯乙烯工段班长等12名相关责任人定罪，其中11人判处有期3至5年徒刑，1人免于刑事处罚。